# Lista över fornlämningar i Strängnäs kommun (Aspö)
Lista över fornlämningar i Strängnäs kommun (Aspö) är en förteckning av ett urval av de fornlämningar som finns i Aspö i Strängnäs kommun.
| Namn                      | Lämningstyp                      | Tillkomsttid | Historisk indelning | Plats                | Läge                 | ID-nr          | Bild                                      |
| ------------------------- | -------------------------------- | ------------ | ------------------- | -------------------- | -------------------- | -------------- | ----------------------------------------- |
| Aspö 1:1                  | Stensättning                     |              | Aspö, Södermanland  |                      | 59.491239, 16.969588 | 10030700010001 | Ladda upp en bild av detta fornminne      |
| Aspö 2:1                  | Gravfält                         |              | Aspö, Södermanland  |                      | 59.486747, 16.996242 | 10030700020001 | Ladda upp en bild av detta fornminne      |
| Aspö 3:1                  | Gravfält                         |              | Aspö, Södermanland  |                      | 59.474196, 17.012070 | 10030700030001 | Ladda upp en bild av detta fornminne      |
| Aspö 4:1                  | Gravfält                         |              | Aspö, Södermanland  |                      | 59.474034, 17.011271 | 10030700040001 | Ladda upp en bild av detta fornminne      |
| Aspö 5:1                  | Gravfält                         |              | Aspö, Södermanland  |                      | 59.474081, 17.009970 | 10030700050001 | Ladda upp en bild av detta fornminne      |
| Aspö 7:1                  | Gravfält                         |              | Aspö, Södermanland  |                      | 59.475130, 17.015407 | 10030700070001 | Ladda upp en bild av detta fornminne      |
| Aspö 8:1                  | Gravfält                         |              | Aspö, Södermanland  |                      | 59.476492, 17.017693 | 10030700080001 | Ladda upp en bild av detta fornminne      |
| Aspö 9:1                  | Stensättning                     |              | Aspö, Södermanland  |                      | 59.484967, 17.137988 | 10030700090001 | Ladda upp en bild av detta fornminne      |
| Aspö 10:1                 | Röse                             |              | Aspö, Södermanland  |                      | 59.515156, 17.120908 | 10030700100001 | Ladda upp en bild av detta fornminne      |
| Aspö 11:1                 | Stensättning                     |              | Aspö, Södermanland  |                      | 59.516021, 17.114436 | 10030700110001 | Ladda upp en bild av detta fornminne      |
| U 692 (Aspö 12:1)         | Runristning                      |              | Aspö, Södermanland  | Lagnö                | 59.493672, 17.130409 | 10030700120001 | Ladda upp en bild av detta fornminne      |
| Aspö 13:1                 | Gravfält                         |              | Aspö, Södermanland  |                      | 59.493118, 17.132233 | 10030700130001 | Ladda upp en bild av detta fornminne      |
| Aspö 14:1                 | Gravfält                         |              | Aspö, Södermanland  |                      | 59.495469, 17.130221 | 10030700140001 | Ladda upp en bild av detta fornminne      |
| Aspö 15:1                 | Stensättning                     |              | Aspö, Södermanland  |                      | 59.499297, 17.132810 | 10030700150001 | Ladda upp en bild av detta fornminne      |
| Aspö 15:2                 | Röse                             |              | Aspö, Södermanland  |                      | 59.499044, 17.132756 | 10030700150002 | Ladda upp en bild av detta fornminne      |
| Aspö 16:1                 | Stensättning                     |              | Aspö, Södermanland  |                      | 59.500647, 17.136995 | 10030700160001 | Ladda upp en bild av detta fornminne      |
| Aspö 16:2                 | Stensättning                     |              | Aspö, Södermanland  |                      | 59.500680, 17.137141 | 10030700160002 | Ladda upp en bild av detta fornminne      |
| Aspö 17:1                 | Gravfält                         |              | Aspö, Södermanland  |                      | 59.490496, 17.010515 | 10030700170001 | Ladda upp en bild av detta fornminne      |
| Aspö 18:1                 | Gravfält                         |              | Aspö, Södermanland  |                      | 59.494845, 17.006125 | 10030700180001 | Ladda upp en bild av detta fornminne      |
| Aspö 19:1                 | Stensättning                     |              | Aspö, Södermanland  |                      | 59.497752, 16.984935 | 10030700190001 | Ladda upp en bild av detta fornminne      |
| Aspö 20:1                 | Fornborg                         |              | Aspö, Södermanland  |                      | 59.504359, 16.991938 | 10030700200001 | Ladda upp en bild av detta fornminne      |
| Aspö 21:1                 | Gravfält                         |              | Aspö, Södermanland  |                      | 59.504451, 17.132760 | 10030700210001 | Ladda upp en bild av detta fornminne      |
| Aspö 22:1                 | Röse                             |              | Aspö, Södermanland  |                      | 59.504780, 17.134261 | 10030700220001 | Ladda upp en bild av detta fornminne      |
| Aspö 22:2                 | Stensättning                     |              | Aspö, Södermanland  |                      | 59.504850, 17.134457 | 10030700220002 | Ladda upp en bild av detta fornminne      |
| Aspö 22:3                 | Stensättning                     |              | Aspö, Södermanland  |                      | 59.504916, 17.134572 | 10030700220003 | Ladda upp en bild av detta fornminne      |
| Aspö 23:1                 | Gravfält                         |              | Aspö, Södermanland  |                      | 59.505009, 17.137636 | 10030700230001 | Ladda upp en bild av detta fornminne      |
| Aspö 24:1                 | Gravfält                         |              | Aspö, Södermanland  |                      | 59.503796, 17.132006 | 10030700240001 | Ladda upp en bild av detta fornminne      |
| Kyrkohäll (Aspö 25:1)     | Begravningsplats                 |              | Aspö, Södermanland  |                      | 59.500296, 17.141713 | 10030700250001 | Ladda upp en bild av detta fornminne      |
| Aspö 26:1                 | Stensättning                     |              | Aspö, Södermanland  |                      | 59.491000, 17.039382 | 10030700260001 | Ladda upp en bild av detta fornminne      |
| Aspö 27:1                 | Gravfält                         |              | Aspö, Södermanland  |                      | 59.496216, 17.032224 | 10030700270001 | Ladda upp en bild av detta fornminne      |
| Aspö 30:1                 | Gravfält                         |              | Aspö, Södermanland  |                      | 59.474521, 17.026441 | 10030700300001 | Ladda upp en bild av detta fornminne      |
| Aspö 32:1                 | Stensättning                     |              | Aspö, Södermanland  |                      | 59.441949, 17.048749 | 10030700320001 | Ladda upp en bild av detta fornminne      |
| Aspö 33:1                 | Gravfält                         |              | Aspö, Södermanland  |                      | 59.462590, 17.004751 | 10030700330001 | Ladda upp en bild av detta fornminne      |
| Aspö 34:1                 | Gravfält                         |              | Aspö, Södermanland  |                      | 59.462885, 17.006712 | 10030700340001 | Ladda upp en bild av detta fornminne      |
| Aspö 36:1                 | Stensättning                     |              | Aspö, Södermanland  |                      | 59.466403, 17.062994 | 10030700360001 | Ladda upp en bild av detta fornminne      |
| Aspö 37:1                 | Stensättning                     |              | Aspö, Södermanland  |                      | 59.465638, 17.063407 | 10030700370001 | Ladda upp en bild av detta fornminne      |
| Aspö 38:1                 | Husgrund, förhistorisk/medeltida |              | Aspö, Södermanland  |                      | 59.471993, 17.066436 | 10030700380001 | Ladda upp en bild av detta fornminne      |
| (Ryssgrav) (Aspö 42:1)    | Röse                             |              | Aspö, Södermanland  |                      | 59.486096, 17.088354 | 10030700420001 | Ladda upp en bild av detta fornminne      |
| (Ryssgrav) (Aspö 43:1)    | Röse                             |              | Aspö, Södermanland  |                      | 59.484866, 17.090524 | 10030700430001 | Ladda upp en bild av detta fornminne      |
| Sö 174 (Aspö 44:1)        | Runristning                      |              | Aspö, Södermanland  | Aspö kyrka           | 59.483358, 17.045576 | 10030700440001 | Ladda upp en till bild av detta fornminne |
| Aspö 46:1                 | Gravfält                         |              | Aspö, Södermanland  |                      | 59.485053, 17.064869 | 10030700460001 | Ladda upp en bild av detta fornminne      |
| Sö 175 (Aspö 47:1)        | Runristning                      |              | Aspö, Södermanland  | Lagnö herrgårds ägor | 59.477222, 17.049415 | 10030700470001 | Ladda upp en till bild av detta fornminne |
| Aspö 49:1                 | Gravfält                         |              | Aspö, Södermanland  |                      | 59.477932, 17.048965 | 10030700490001 | Ladda upp en bild av detta fornminne      |
| Aspö 57:1                 | Röse                             |              | Aspö, Södermanland  |                      | 59.495091, 17.048317 | 10030700570001 | Ladda upp en bild av detta fornminne      |
| Aspö 59:1                 | Gravfält                         |              | Aspö, Södermanland  |                      | 59.494184, 17.053474 | 10030700590001 | Ladda upp en bild av detta fornminne      |
| Aspö 60:1                 | Stensättning                     |              | Aspö, Södermanland  |                      | 59.489834, 17.056223 | 10030700600001 | Ladda upp en bild av detta fornminne      |
| Aspö 61:1                 | Fornborg                         |              | Aspö, Södermanland  |                      | 59.494988, 17.065649 | 10030700610001 | Ladda upp en bild av detta fornminne      |
| Aspö 64:1                 | Hög                              |              | Aspö, Södermanland  |                      | 59.453889, 17.010011 | 10030700640001 | Ladda upp en bild av detta fornminne      |
| Aspö 65:1                 | Gravfält                         |              | Aspö, Södermanland  |                      | 59.453786, 17.008548 | 10030700650001 | Ladda upp en bild av detta fornminne      |
| Aspö 66:1                 | Stensättning                     |              | Aspö, Södermanland  |                      | 59.453930, 17.006730 | 10030700660001 | Ladda upp en bild av detta fornminne      |
| Aspö 69:1                 | Gravfält                         |              | Aspö, Södermanland  |                      | 59.512726, 17.123445 | 10030700690001 | Ladda upp en bild av detta fornminne      |
| Aspö 70:1                 | Gravfält                         |              | Aspö, Södermanland  |                      | 59.510249, 17.127740 | 10030700700001 | Ladda upp en bild av detta fornminne      |
| Aspö 71:1                 | Hög                              |              | Aspö, Södermanland  |                      | 59.509800, 17.129692 | 10030700710001 | Ladda upp en bild av detta fornminne      |
| Aspö 71:2                 | Stensättning                     |              | Aspö, Södermanland  |                      | 59.509804, 17.129772 | 10030700710002 | Ladda upp en bild av detta fornminne      |
| Aspö 72:1                 | Röse                             |              | Aspö, Södermanland  |                      | 59.506596, 17.122899 | 10030700720001 | Ladda upp en bild av detta fornminne      |
| Aspö 72:2                 | Gravhägnad                       |              | Aspö, Södermanland  |                      | 59.506485, 17.123218 | 10030700720002 | Ladda upp en bild av detta fornminne      |
| Aspö 73:1                 | Röse                             |              | Aspö, Södermanland  |                      | 59.504402, 17.121504 | 10030700730001 | Ladda upp en bild av detta fornminne      |
| Aspö 74:1                 | Gravfält                         |              | Aspö, Södermanland  |                      | 59.510440, 17.113135 | 10030700740001 | Ladda upp en bild av detta fornminne      |
| Aspö 75:1                 | Hög                              |              | Aspö, Södermanland  |                      | 59.490824, 17.083117 | 10030700750001 | Ladda upp en bild av detta fornminne      |
| Aspö 76:1                 | Gravfält                         |              | Aspö, Södermanland  |                      | 59.491794, 17.082267 | 10030700760001 | Ladda upp en bild av detta fornminne      |
| Aspö 77:1                 | Gravfält                         |              | Aspö, Södermanland  |                      | 59.493342, 17.081536 | 10030700770001 | Ladda upp en bild av detta fornminne      |
| Aspö 79:1                 | Stensättning                     |              | Aspö, Södermanland  |                      | 59.496963, 17.078484 | 10030700790001 | Ladda upp en bild av detta fornminne      |
| U 691 (Aspö 80:1)         | Runristning                      |              | Aspö, Södermanland  |                      | 59.500933, 17.115279 | 10030700800001 | Ladda upp en bild av detta fornminne      |
| Aspö 83:1                 | Gravfält                         |              | Aspö, Södermanland  |                      | 59.504205, 17.119104 | 10030700830001 | Ladda upp en bild av detta fornminne      |
| Aspö 84:1                 | Stensättning                     |              | Aspö, Södermanland  |                      | 59.499882, 17.122484 | 10030700840001 | Ladda upp en bild av detta fornminne      |
| Aspö 89:1                 | Fornborg                         |              | Aspö, Södermanland  |                      | 59.503062, 17.127514 | 10030700890001 | Ladda upp en bild av detta fornminne      |
| Aspö 92:1                 | Gravfält                         |              | Aspö, Södermanland  |                      | 59.495883, 17.128878 | 10030700920001 | Ladda upp en bild av detta fornminne      |
| Aspö 93:1                 | Hög                              |              | Aspö, Södermanland  |                      | 59.495447, 17.124686 | 10030700930001 | Ladda upp en bild av detta fornminne      |
| Aspö 94:1                 | Gravfält                         |              | Aspö, Södermanland  |                      | 59.494271, 17.124014 | 10030700940001 | Ladda upp en bild av detta fornminne      |
| Aspö 95:1                 | Gravfält                         |              | Aspö, Södermanland  |                      | 59.492055, 17.128110 | 10030700950001 | Ladda upp en bild av detta fornminne      |
| Aspö 96:1                 | Stensättning                     |              | Aspö, Södermanland  |                      | 59.493101, 17.126621 | 10030700960001 | Ladda upp en bild av detta fornminne      |
| Aspö 100:1                | Stensättning                     |              | Aspö, Södermanland  |                      | 59.499870, 17.091471 | 10030701000001 | Ladda upp en bild av detta fornminne      |
| Aspö 100:2                | Röse                             |              | Aspö, Södermanland  |                      | 59.499770, 17.091491 | 10030701000002 | Ladda upp en bild av detta fornminne      |
| Bårholm (Aspö 106:1)      | Borg                             |              | Aspö, Södermanland  |                      | 59.465011, 16.995122 | 10030701060001 | Ladda upp en bild av detta fornminne      |
| Aspö 107:1                | Gravfält                         |              | Aspö, Södermanland  |                      | 59.493663, 17.010047 | 10030701070001 | Ladda upp en bild av detta fornminne      |
| Aspö 108:1                | Stensättning                     |              | Aspö, Södermanland  |                      | 59.493912, 17.009219 | 10030701080001 | Ladda upp en bild av detta fornminne      |
| Aspö 108:2                | Stensättning                     |              | Aspö, Södermanland  |                      | 59.493730, 17.009273 | 10030701080002 | Ladda upp en bild av detta fornminne      |
| Aspö 109:1                | Gravfält                         |              | Aspö, Södermanland  |                      | 59.496634, 17.017388 | 10030701090001 | Ladda upp en bild av detta fornminne      |
| Sö 328 (Aspö 114:1)       | Runristning                      |              | Aspö, Södermanland  | Tynäs                | 59.377458, 17.058385 | 10030701140001 | Ladda upp en till bild av detta fornminne |
| Aspö 114:2                | Grav markerad av sten/block      |              | Aspö, Södermanland  |                      | 59.377373, 17.058429 | 10030701140002 | Ladda upp en till bild av detta fornminne |
| Aspö 120:1                | Stensättning                     |              | Aspö, Södermanland  |                      | 59.421795, 16.976720 | 10030701200001 | Ladda upp en bild av detta fornminne      |
| Aspö 121:1                | Gravfält                         |              | Aspö, Södermanland  |                      | 59.421131, 16.976543 | 10030701210001 | Ladda upp en bild av detta fornminne      |
| Aspö 122:1                | Gravfält                         |              | Aspö, Södermanland  |                      | 59.420513, 16.977289 | 10030701220001 | Ladda upp en bild av detta fornminne      |
| Aspö 123:1                | Gravfält                         |              | Aspö, Södermanland  |                      | 59.420324, 16.986246 | 10030701230001 | Ladda upp en bild av detta fornminne      |
| Aspö 131:1                | Gravfält                         |              | Aspö, Södermanland  |                      | 59.385273, 17.031052 | 10030701310001 | Ladda upp en bild av detta fornminne      |
| Aspö 132:2                | Stensättning                     |              | Aspö, Södermanland  |                      | 59.385767, 17.031336 | 10030701320002 | Ladda upp en bild av detta fornminne      |
| Aspö 132:3                | Stensättning                     |              | Aspö, Södermanland  |                      | 59.385853, 17.031340 | 10030701320003 | Ladda upp en bild av detta fornminne      |
| Aspö 133:1                | Stensättning                     |              | Aspö, Södermanland  |                      | 59.386335, 17.031624 | 10030701330001 | Ladda upp en bild av detta fornminne      |
| Aspö 133:2                | Stensättning                     |              | Aspö, Södermanland  |                      | 59.386242, 17.031603 | 10030701330002 | Ladda upp en bild av detta fornminne      |
| Aspö 134:1                | Stensättning                     |              | Aspö, Södermanland  |                      | 59.386917, 17.032374 | 10030701340001 | Ladda upp en bild av detta fornminne      |
| Aspö 135:1                | Stensättning                     |              | Aspö, Södermanland  |                      | 59.387720, 17.030672 | 10030701350001 | Ladda upp en bild av detta fornminne      |
| Aspö 138:1                | Gravfält                         |              | Aspö, Södermanland  |                      | 59.392771, 17.026078 | 10030701380001 | Ladda upp en bild av detta fornminne      |
| Aspö 139:1                | Gravfält                         |              | Aspö, Södermanland  |                      | 59.395566, 17.023503 | 10030701390001 | Ladda upp en bild av detta fornminne      |
| Stenby skans (Aspö 140:1) | Fornborg                         |              | Aspö, Södermanland  |                      | 59.398296, 17.015067 | 10030701400001 | Ladda upp en bild av detta fornminne      |
| Aspö 141:1                | Gravfält                         |              | Aspö, Södermanland  |                      | 59.399989, 17.014455 | 10030701410001 | Ladda upp en bild av detta fornminne      |
| Aspö 142:1                | Gravfält                         |              | Aspö, Södermanland  |                      | 59.400764, 17.012781 | 10030701420001 | Ladda upp en bild av detta fornminne      |
| Aspö 143:1                | Gravfält                         |              | Aspö, Södermanland  |                      | 59.421177, 17.016324 | 10030701430001 | Ladda upp en bild av detta fornminne      |
| Aspö 152:1                | Röse                             |              | Aspö, Södermanland  |                      | 59.406709, 16.999816 | 10030701520001 | Ladda upp en bild av detta fornminne      |
| Aspö 152:2                | Stensättning                     |              | Aspö, Södermanland  |                      | 59.406724, 17.000016 | 10030701520002 | Ladda upp en bild av detta fornminne      |
| Aspö 152:3                | Stensättning                     |              | Aspö, Södermanland  |                      | 59.406819, 16.999952 | 10030701520003 | Ladda upp en bild av detta fornminne      |
| Aspö 152:4                | Stensättning                     |              | Aspö, Södermanland  |                      | 59.406845, 16.999718 | 10030701520004 | Ladda upp en bild av detta fornminne      |
| Aspö 155:1                | Gravfält                         |              | Aspö, Södermanland  |                      | 59.389684, 17.061024 | 10030701550001 | Ladda upp en bild av detta fornminne      |
| Aspö 156:1                | Gravfält                         |              | Aspö, Södermanland  |                      | 59.390511, 17.060399 | 10030701560001 | Ladda upp en bild av detta fornminne      |
| Lustigkulle (Aspö 164:1)  | Gravfält                         |              | Aspö, Södermanland  |                      | 59.389531, 17.058982 | 10030701640001 | Ladda upp en bild av detta fornminne      |
| Aspö 165:1                | Stensättning                     |              | Aspö, Södermanland  |                      | 59.389228, 17.059755 | 10030701650001 | Ladda upp en bild av detta fornminne      |
| Aspö 166:1                | Stensättning                     |              | Aspö, Södermanland  |                      | 59.388791, 17.056654 | 10030701660001 | Ladda upp en bild av detta fornminne      |
| Aspö 168:1                | Hög                              |              | Aspö, Södermanland  |                      | 59.387473, 17.053377 | 10030701680001 | Ladda upp en bild av detta fornminne      |
| Aspö 168:2                | Stensättning                     |              | Aspö, Södermanland  |                      | 59.387386, 17.053310 | 10030701680002 | Ladda upp en bild av detta fornminne      |
| Aspö 168:3                | Stensättning                     |              | Aspö, Södermanland  |                      | 59.387409, 17.053522 | 10030701680003 | Ladda upp en bild av detta fornminne      |
| Aspö 169:1                | Gravfält                         |              | Aspö, Södermanland  |                      | 59.386077, 17.052905 | 10030701690001 | Ladda upp en bild av detta fornminne      |
| Aspö 172:1                | Stensättning                     |              | Aspö, Södermanland  |                      | 59.385940, 17.051805 | 10030701720001 | Ladda upp en bild av detta fornminne      |
| Aspö 172:2                | Stensättning                     |              | Aspö, Södermanland  |                      | 59.386141, 17.052007 | 10030701720002 | Ladda upp en bild av detta fornminne      |
| Aspö 175:1                | Röse                             |              | Aspö, Södermanland  |                      | 59.384101, 17.055077 | 10030701750001 | Ladda upp en bild av detta fornminne      |
| Aspö 176:1                | Gravfält                         |              | Aspö, Södermanland  |                      | 59.382305, 17.056834 | 10030701760001 | Ladda upp en bild av detta fornminne      |
| Aspö 177:1                | Gravfält                         |              | Aspö, Södermanland  |                      | 59.382373, 17.055539 | 10030701770001 | Ladda upp en bild av detta fornminne      |
| Aspö 179:1                | Gravfält                         |              | Aspö, Södermanland  |                      | 59.384043, 17.058749 | 10030701790001 | Ladda upp en bild av detta fornminne      |
| Aspö 180:1                | Röse                             |              | Aspö, Södermanland  |                      | 59.384907, 17.059271 | 10030701800001 | Ladda upp en bild av detta fornminne      |
| Aspö 180:2                | Stensättning                     |              | Aspö, Södermanland  |                      | 59.384816, 17.059496 | 10030701800002 | Ladda upp en bild av detta fornminne      |
| Aspö 180:3                | Röse                             |              | Aspö, Södermanland  |                      | 59.385050, 17.058545 | 10030701800003 | Ladda upp en bild av detta fornminne      |
| Aspö 181:1                | Stensättning                     |              | Aspö, Södermanland  |                      | 59.386880, 17.068739 | 10030701810001 | Ladda upp en bild av detta fornminne      |
| Aspö 193:1                | Röse                             |              | Aspö, Södermanland  |                      | 59.388676, 17.047161 | 10030701930001 | Ladda upp en bild av detta fornminne      |
| Aspö 195:1                | Stensättning                     |              | Aspö, Södermanland  |                      | 59.391129, 17.040489 | 10030701950001 | Ladda upp en bild av detta fornminne      |
| Aspö 196:1                | Röse                             |              | Aspö, Södermanland  |                      | 59.428758, 16.964256 | 10030701960001 | Ladda upp en bild av detta fornminne      |
| Aspö 200:1                | Gravfält                         |              | Aspö, Södermanland  |                      | 59.458103, 16.953914 | 10030702000001 | Ladda upp en bild av detta fornminne      |
| Aspö 201:1                | Gravfält                         |              | Aspö, Södermanland  |                      | 59.458052, 16.955459 | 10030702010001 | Ladda upp en bild av detta fornminne      |
| Aspö 203:2                | Stensättning                     |              | Aspö, Södermanland  |                      | 59.459342, 16.958158 | 10030702030002 | Ladda upp en bild av detta fornminne      |
| Aspö 206:1                | Stensättning                     |              | Aspö, Södermanland  |                      | 59.459330, 16.962495 | 10030702060001 | Ladda upp en bild av detta fornminne      |
| Aspö 207:1                | Stensättning                     |              | Aspö, Södermanland  |                      | 59.459375, 16.963392 | 10030702070001 | Ladda upp en bild av detta fornminne      |
| Aspö 207:2                | Stensättning                     |              | Aspö, Södermanland  |                      | 59.459302, 16.963587 | 10030702070002 | Ladda upp en bild av detta fornminne      |
| Aspö 207:3                | Stensättning                     |              | Aspö, Södermanland  |                      | 59.459256, 16.963247 | 10030702070003 | Ladda upp en bild av detta fornminne      |
| Aspö 213:1                | Gravfält                         |              | Aspö, Södermanland  |                      | 59.440560, 16.956729 | 10030702130001 | Ladda upp en bild av detta fornminne      |
| Aspö 214:1                | Stensättning                     |              | Aspö, Södermanland  |                      | 59.442016, 16.953726 | 10030702140001 | Ladda upp en bild av detta fornminne      |
| Aspö 216:1                | Gravfält                         |              | Aspö, Södermanland  |                      | 59.431335, 17.025141 | 10030702160001 | Ladda upp en bild av detta fornminne      |
| Aspö 218:1                | Stensättning                     |              | Aspö, Södermanland  |                      | 59.501033, 17.141967 | 10030702180001 | Ladda upp en bild av detta fornminne      |
| Toffelbo (Aspö 221:1)     | Lägenhetsbebyggelse              |              | Aspö, Södermanland  |                      | 59.489888, 17.133922 | 10030702210001 | Ladda upp en bild av detta fornminne      |
| Aspö 240                  | Stensättning                     |              | Aspö, Södermanland  |                      | 59.381923, 17.056049 | 12000000006547 | Ladda upp en bild av detta fornminne      |
| Aspö 266                  | Stensättning                     |              | Aspö, Södermanland  |                      | 59.493941, 17.009382 | 12000000006574 | Ladda upp en bild av detta fornminne      |
| Aspö 273                  | Stensättning                     |              | Aspö, Södermanland  |                      | 59.470796, 17.069726 | 12000000006587 | Ladda upp en bild av detta fornminne      |
| Aspö 282                  | Stensättning                     |              | Aspö, Södermanland  |                      | 59.465690, 17.063329 | 12000000006596 | Ladda upp en bild av detta fornminne      |
| Aspö 286                  | Stensättning                     |              | Aspö, Södermanland  |                      | 59.469361, 17.079647 | 12000000006600 | Ladda upp en bild av detta fornminne      |
| Aspö 289                  | Stensättning                     |              | Aspö, Södermanland  |                      | 59.475888, 17.051347 | 12000000006603 | Ladda upp en bild av detta fornminne      |
| Aspö 295                  | Gravfält                         |              | Aspö, Södermanland  |                      | 59.502682, 17.126221 | 12000000006609 | Ladda upp en bild av detta fornminne      |
| Aspö 303                  | Röse                             |              | Aspö, Södermanland  |                      | 59.501245, 17.125371 | 12000000007787 | Ladda upp en bild av detta fornminne      |
| Aspö 304                  | Stensättning                     |              | Aspö, Södermanland  |                      | 59.488618, 16.969232 | 12000000007788 | Ladda upp en bild av detta fornminne      |
| Aspö 320                  | Gravklot                         |              | Aspö, Södermanland  |                      | 59.483322, 17.045546 | 12000000030233 | Ladda upp en bild av detta fornminne      |
| Bångenstorp (Aspö 330)    | Lägenhetsbebyggelse              |              | Aspö, Södermanland  |                      | 59.502451, 17.103372 | 12000000040722 | Ladda upp en bild av detta fornminne      |
| Lindsund (Aspö 331)       | Lägenhetsbebyggelse              |              | Aspö, Södermanland  |                      | 59.478625, 17.132727 | 12000000040723 | Ladda upp en bild av detta fornminne      |